# КК Лимбург јунајтед
КК Лимбург јунајтед (енгл. Limburg United) је белгијски кошаркашки клуб из Хаселта, града у провинцији Лимбург. Из спонзорских разлога пун назив клуба тренутно гласи Хубо Лимбург јунајтед (Hubo Limburg United). У сезони 2016/17. такмичи се у Првој лиги Белгије.

## Историја
Клуб је основан 2014. године и већ од сезоне 2014/15. почео је да се такмичи у Првој лиги Белгије. У том такмичењу најбољи резултат остварио је у сезони 2015/16. пласманом у полуфинале. У сезони 2016/17. стигао је до финала Купа Белгије.
У сезони 2016/17. учествовао је у ФИБА Купу Европе, али је такмичење завршио већ у првој групној фази.

## Успеси

### Национални
- Куп Белгије:
  - Финалиста (1): 2017.